# Iglesia de Santa María (Güeñes)
La iglesia de Santa María de Güeñes (Vizcaya, España) se encuentra situada en un cruce de las carreteras que llevan a Aranguren y Galdames. Delante de la iglesia se encuentra una hermosa plaza que funciona a modo de antepórtico, ocupando toda la anchura del templo.

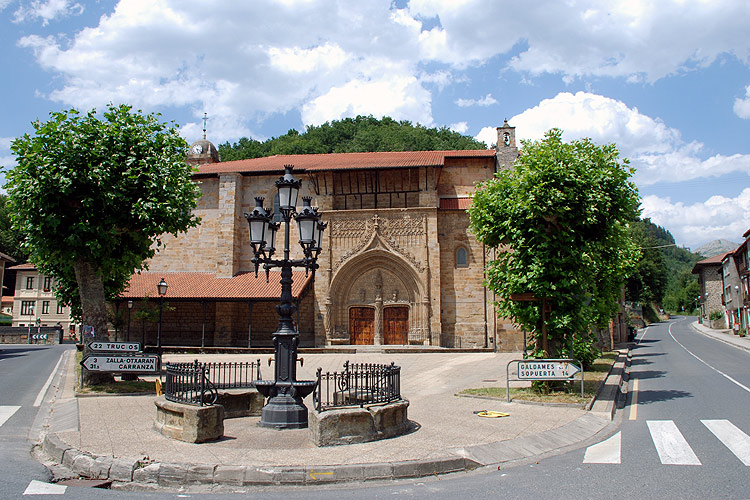
Plaza ante la iglesia de Güeñes

La actual iglesia se comenzó a construir el siglo XV, sobre el solar de otra anterior.

## Descripción
El espacio interior es un gran rectángulo al que se añade el ábside. Dicho espacio se encuentra formado por tres naves y cuatro tramos, el primero de ellos más corto. El ábside es poligonal.

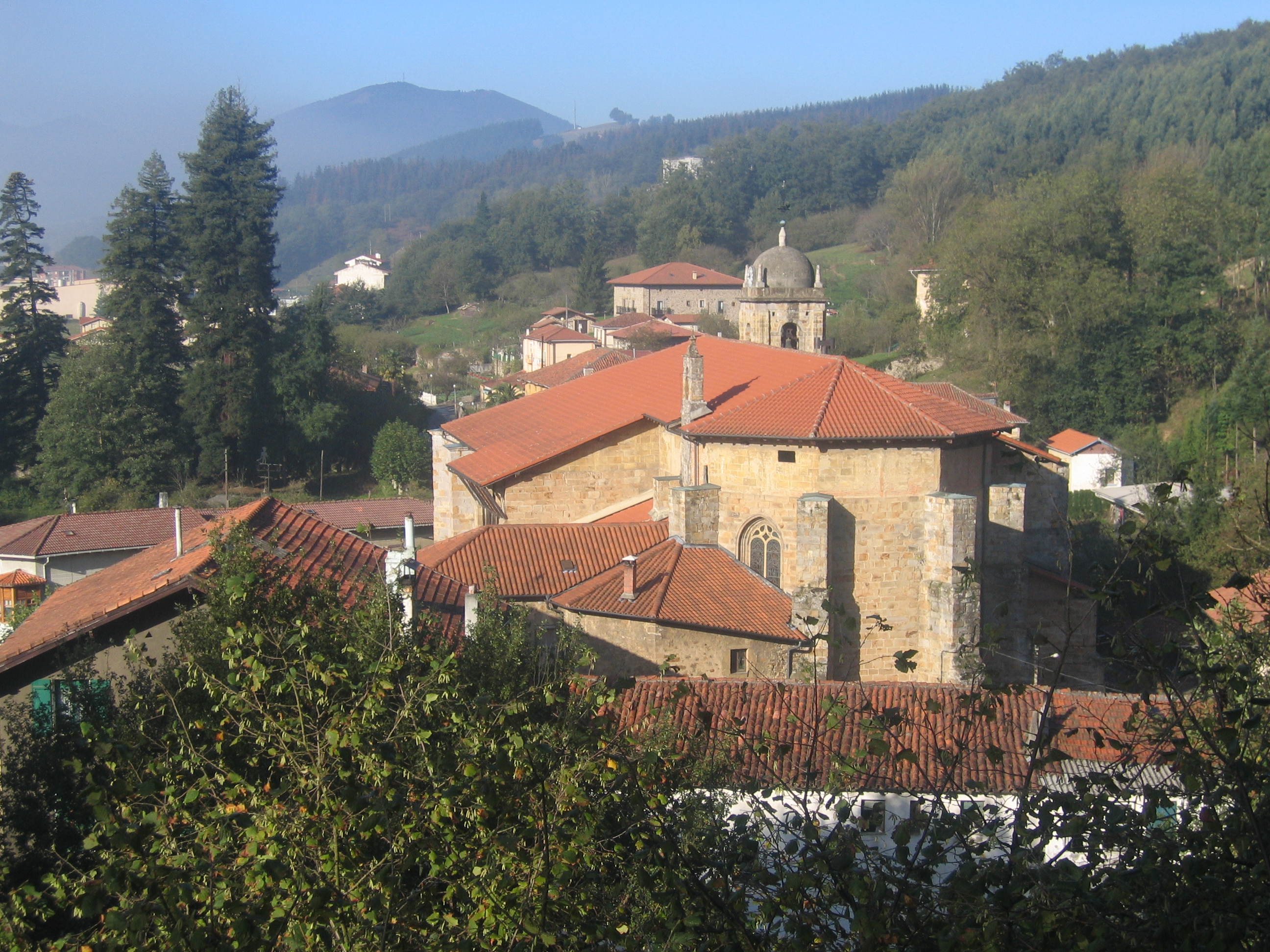
Ábside y tejado.

El ábside, primer tramo y portada principal corresponden a planteamientos tardo-góticos de un templo de tres naves de desigual altura. Sin embargo, a mediados del siglo XVI, el cabildo decidió cambiar el proyecto, elevando las naves laterales a la altura de la principal. A nuestros días ha llegado una iglesia de nave de salón, con tres naves de la misma altura, excepto en el primer tramo, en que las laterales son sensiblemente más bajas.
Dos filas, de tres gruesas columnas cada una, separan la nave central de las laterales. Los capiteles se encuentran formados por simples molduras situadas en los arranques de los arcos. Sobre los muros laterales se encuentran adosadas semicolumnas similares a las principales. Los arcos fajones son de tipo carpanel y los formeros de medio punto, excepto los del tercer tramo, que son apuntados.

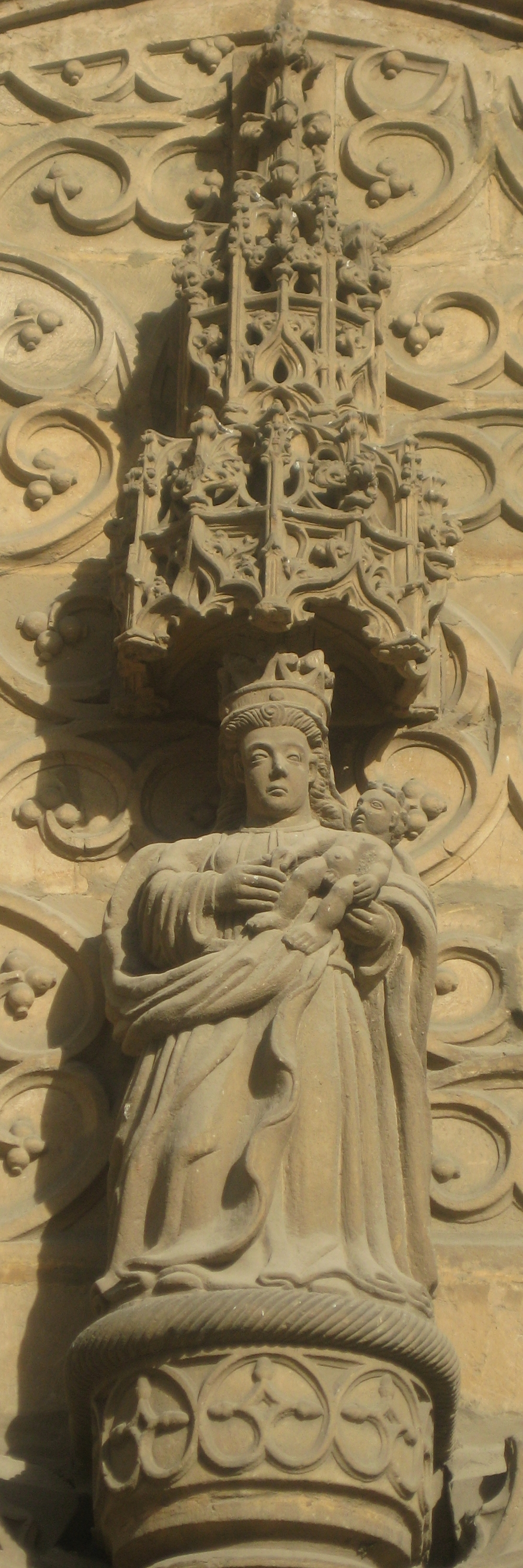
Escultura de la Virgen con el Niño en la Portada del Sol, bajo su doselete gótico.

Las bóvedas son de crucería con profusa complicación, distintas unas de otra, excepto las simétricas de las naves laterales, que son iguales dos a dos. El primero, tercero y cuarto tramo de cada una de las naves laterales se cubre con bóveda de tercelete con tracería recta. En el segundo tramo algunos nervios se desplazan fuera del centro.
La bóveda del ábside es estrellada de seis puntas, enlazando con la del primer tramo de la nave principal. La del segundo tramo es polar, de tercelete con círculo pequeño y un cuadrado grande girado. La tercera dispone de un rectángulo medio en torno al polo. La cuarta es de tercelete con combados.
El coro ocupa el último tramo de la nave central, se encuentra sobre un arco escarzano. Fechado en los primeros años del siglo XVII. El bajo coro está formado por bóveda de tercelete y contraterceletes.
La iluminación se realiza a través de huecos abocinados, el del segundo tramo con rosetón.
La sacristía se encuentra adosada junto al ábside, a través del cual se accede. Se construyó con bóveda de arista de dos tramos en el siglo XVIII.
El templo tiene dos accesos. El lateral es el principal, de una gran belleza y esbeltez. Llamada la portada del sol, tiene una decoración en la que el renacimiento se mezcla con el gótico florido. Es de arco apuntado, con arquivoltas y tres grupos de baquetones con decoración sogueada y bolas. Acoge dos vanos en arco carpanel, separados por un mainel que sustenta la efigie en piedra de la Virgen con el Niño. En cada vano hay una figura de ángel. Sobre la Virgen se sitúa un doselete gótico afiligranado. El tímpano se encuentra decorado. Sobre el arco apuntado hay un remate conopial. Los laterales se rematan por finísimas columnas a modo de agujas, en cuya cúspide se aprecian florones. La parte superior se enmarca en una hilera con bolas.
El otro acceso, situado a los pies del templo, fue trazado con un diseño más clasicista, en el siglo XVII. Consta de dos cuerpos, el inferior alberga el hueco de acceso, de medio punto. Se enmarca entre cuatro columnas, las cuales sujetan un entablamento rematado en los extremos por pináculos. Uniendo los dos cuerpos se encuentran roleos que unen los pináculos con el entablamento del piso superior. Este piso consta de hornacina plana bajo tímpano y remates de bolas.
La torre de campanas, construida en sillería, consta de cuatro cuerpos y un zócalo. El cuerpo de campanas tiene cuatro huecos de medio punto que alojan las seis campanas, y sobre él se encuentra una cúpula de remate de sillares, flanqueada por pináculos.
Todo el edificio se encuentra construido con piedra de sillería, muros, contrafuertes, torre, etc.